# Ollie Johnson (1942)
Oliver Johnson, detto Ollie (Washington, 25 dicembre 1942), è un ex cestista statunitense.

## Carriera
Dopo quattro stagioni alla University of San Francisco venne selezionato al primo giro del Draft NBA 1965 come 11ª scelta assoluta dai Boston Celtics; tuttavia non giocò mai in NBA. Militò in Amateur Athletic Union nel San Francisco Olympic Club, venendo nominato All-American nel 1965.

## Palmarès
- AAU All-American: 1965